# Alexander Szelig
Alexander Szelig (Werdau, 6 febbraio 1966) è un bobbista tedesco.

## Biografia
Ai XVII Giochi olimpici invernali (edizione disputatasi nel 1994 a Lillehammer, Norvegia) vinse la medaglia d'oro nel Bob a quattro con i connazionali Karsten Brannasch, Olaf Hampel e Harald Czudaj, partecipando per la nazionale tedesca.
Il tempo totalizzato fu di 3:27,78, con differenza minima rispetto alla nazionale svizzera e all'altra nazionale tedesca (medaglia di bronzo), 3:27,84 e 3:28,01 i loro tempi.
Inoltre ai campionati mondiali vinse numerose medaglie:
- nel 1990, argento nel bob a quattro con Tino Bonk, Harald Czudaj e Axel Jang[3]
- nel 1991, bronzo nel bob a quattro con Tino Bonk, Axel Jang e Harald Czudaj
- nel 1995, bronzo nel bob a quattro con Thorsten Voss, Udo Lehmann e Harald Czudaj.